# Sun Television
Sun Television (även Sun TV) är en japansk TV-station baserad i  Kobe. Stationen grundades 1968, och man är del av Japans massmediebolag Kobe Shimbun Group.

## Ägande
Kanalbolaget Sun Television ägs av Kobe Shimbun, som är ett holdingbolag inom Kobe Shimbun Group. 

## Historia
Stationen grundades år 1968 som Sun Television och började sändningarna Ett år senare.
Från 1969 började vi sända Hanshin Tigers-spelen.